# Реттвік (комуна)
Комуна Реттвік (швед. Rättviks kommun) — адміністративно-територіальна одиниця місцевого самоврядування, що розташована в лені Даларна у центральній Швеції.
Реттвік 43-я за величиною території комуна Швеції. Адміністративний центр комуни — місто Реттвік.

## Населення
Населення становить 10 844 чоловік (станом на вересень 2012 року). 
| Кількість населення комуни Реттвік за 1970-2010 роки | Кількість населення комуни Реттвік за 1970-2010 роки | Кількість населення комуни Реттвік за 1970-2010 роки | Кількість населення комуни Реттвік за 1970-2010 роки | Кількість населення комуни Реттвік за 1970-2010 роки |
| ---------------------------------------------------- | ---------------------------------------------------- | ---------------------------------------------------- | ---------------------------------------------------- | ---------------------------------------------------- |
| Рік                                                  |                                                      |                                                      | Населення                                            |                                                      |
| 1970                                                 | 1970                                                 |                                                      | 10 805                                               | 10 805                                               |
| 1975                                                 | 1975                                                 |                                                      | 10 732                                               | 10 732                                               |
| 1980                                                 | 1980                                                 |                                                      | 11 194                                               | 11 194                                               |
| 1985                                                 | 1985                                                 |                                                      | 10 967                                               | 10 967                                               |
| 1990                                                 | 1990                                                 |                                                      | 11 345                                               | 11 345                                               |
| 1995                                                 | 1995                                                 |                                                      | 11 325                                               | 11 325                                               |
| 2000                                                 | 2000                                                 |                                                      | 10 847                                               | 10 847                                               |
| 2005                                                 | 2005                                                 |                                                      | 10 886                                               | 10 886                                               |
| 2010                                                 | 2010                                                 |                                                      | 10 811                                               | 10 811                                               |
| Джерело: SCB                                         |                                                      |                                                      |                                                      |                                                      |

## Населені пункти
Комуні підпорядковано 6 міських поселень (tätort) та низка сільських, більші з яких:
- Реттвік (Rättvik)
- Вікарбин (Vikarbyn)
- Буда (Boda)
- Фурудаль (Furudal)
- Ґуллєросен (Gulleråsen)
- Недре-Єрдше (Nedre Gärdsjö)
- Бака (Backa)
- Вестберґ (Västberg)

## Галерея

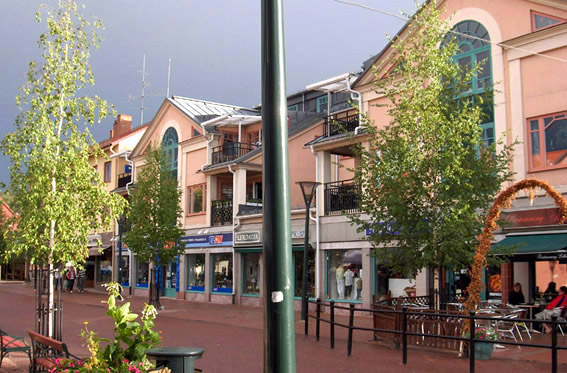
Реттвік
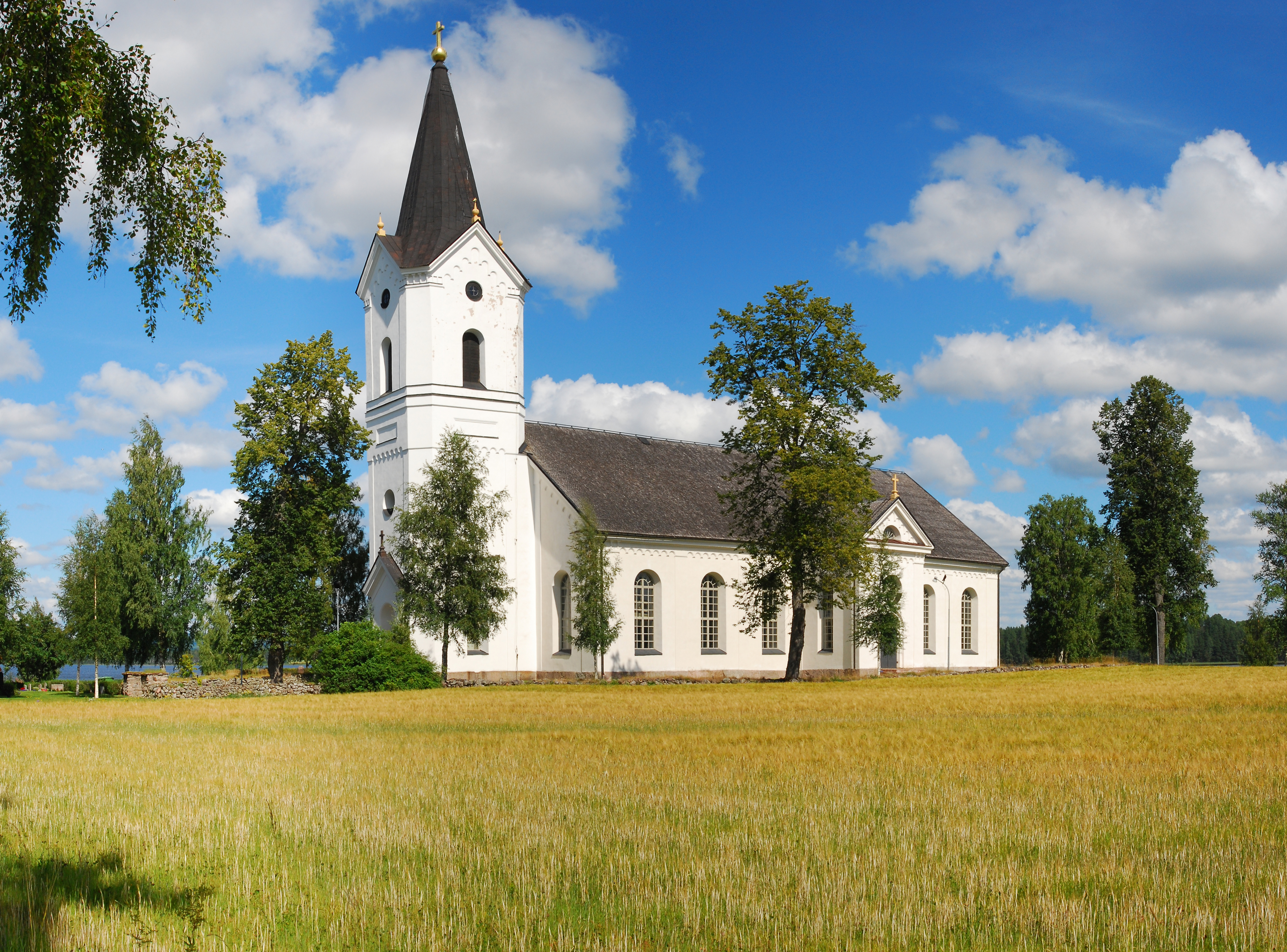
Церква (Уре)
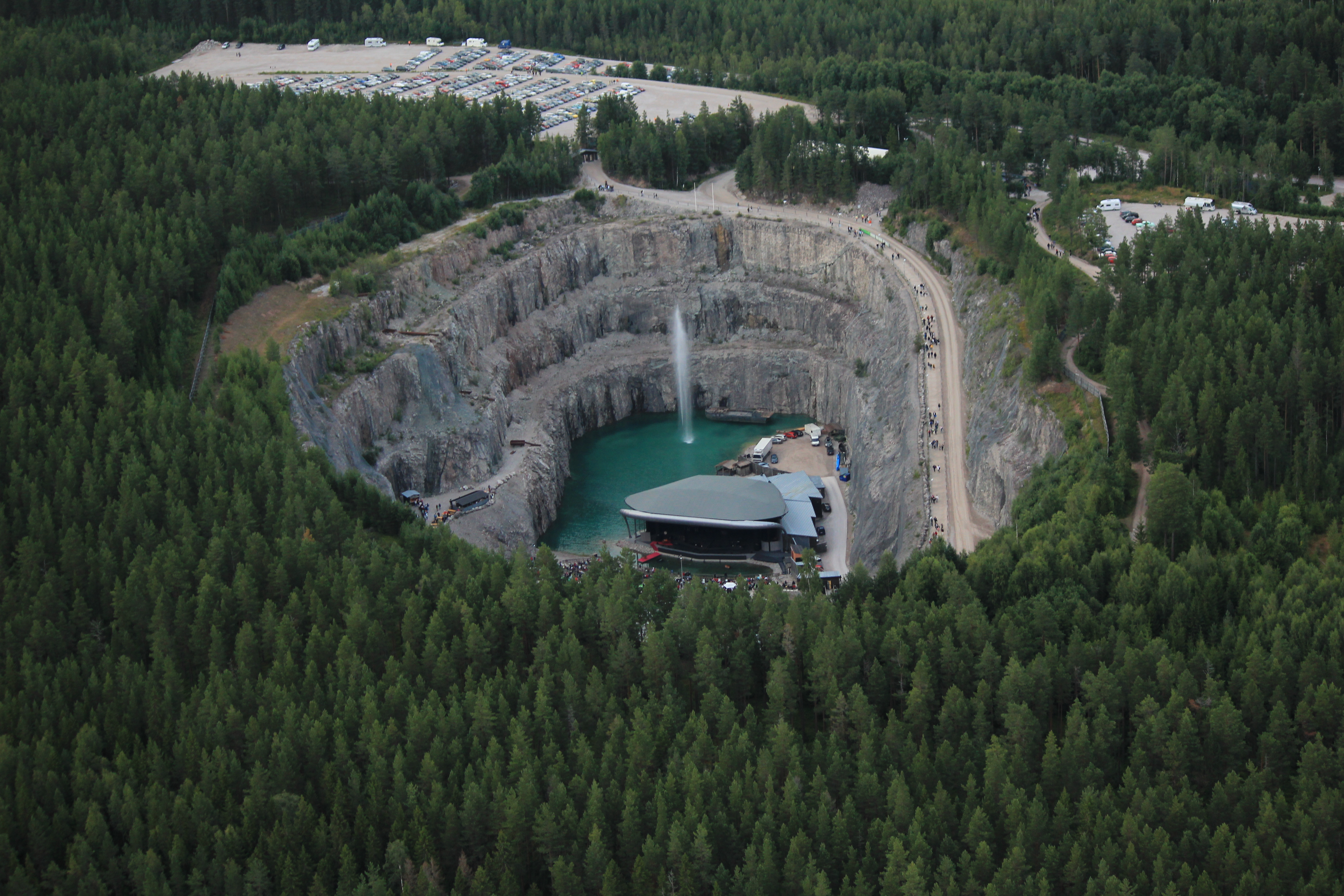
Дальгалла в Ретвіку
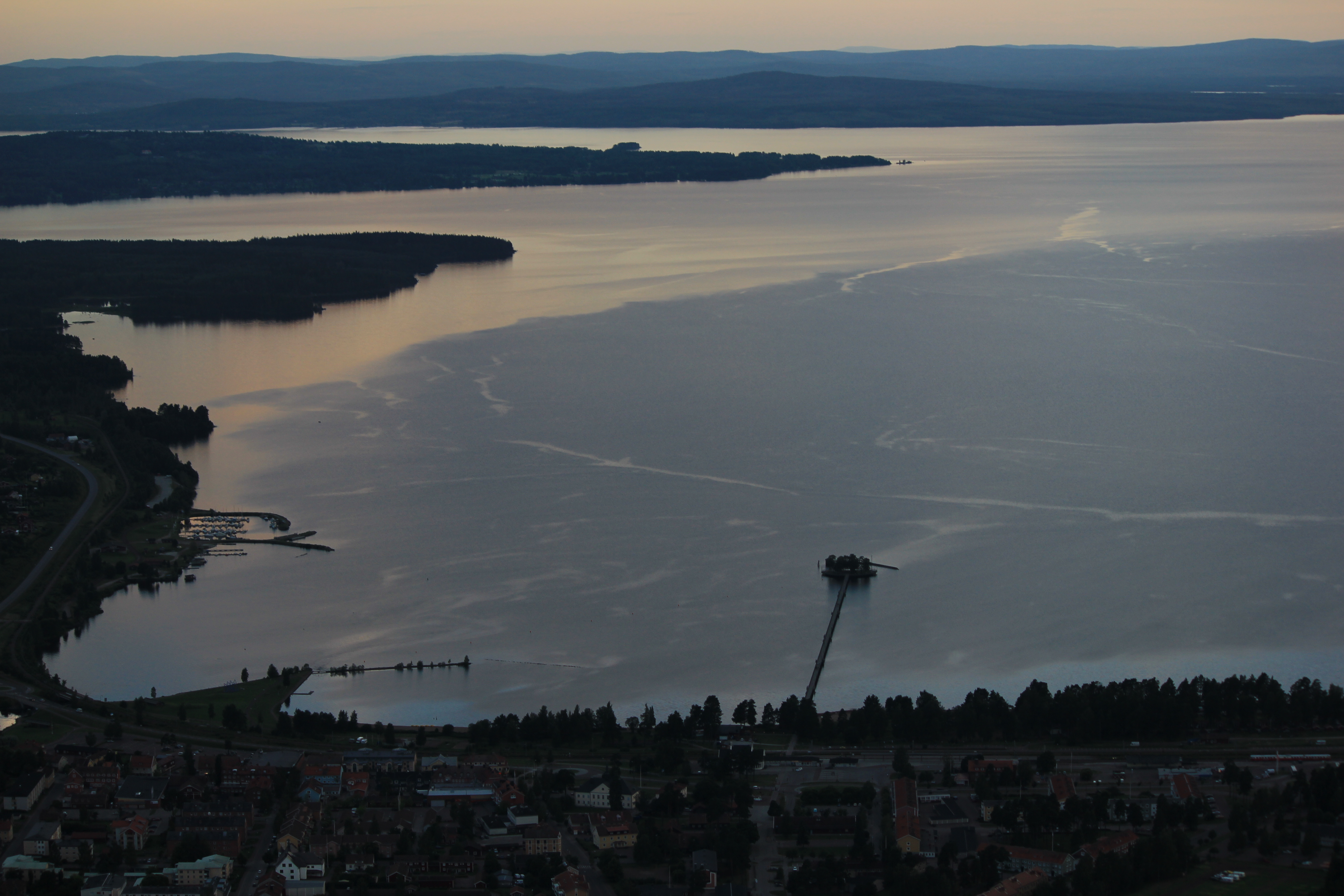
Озеро Сільян

## Виноски
1. ↑  Folkmangd i riket, lan och kommuner (шв.) . Центральне бюро статистики Швеції. Архів оригіналу за 20 серпня 2013. Процитовано 17 лютого 2013.